# Laphria rubidofasciata
Laphria rubidofasciata là một loài ruồi trong họ Asilidae. Laphria rubidofasciata được Wulp miêu tả năm 1872. Loài này phân bố ở miền Australasia.